# Parafia św. Wawrzyńca w Koźminie Wielkopolskim
Parafia Świętego Wawrzyńca w Koźminie Wielkopolskim – parafia rzymskokatolicka należąca do dekanatu Koźmin diecezji kaliskiej. Została utworzona w 1318. Kościół parafialny, pierwotnie gotycki z połowy XV wieku, rozbudowany w latach 1670–1677. Mieści się przy ulicy Kościelnej.